# Сульфид тулия
Сульфид тулия — бинарное неорганическое соединение тулия и серы состава TmS.

## Получение
Спекание тулия и серы с последующей очисткой плавлением в вакууме:
{\displaystyle {\mathsf {Tm+S\ {\xrightarrow {T}}\ TmS}}}

## Физические свойства
Сульфид тулия образует золотистые кристаллы кубической сингонии, пространственная группа F m3m, параметры ячейки a = 0,5417 нм, Z = 4 (структура типа хлорида натрия NaCl). Конгруэнтно плавится.
Температура Нееля — 5,18 K. При температуре 8,9 К в соединении происходит антиферромагнитный переход.